# Valle del Río del Genal
Valle del Río del Genal este o arie protejată (arie specială de conservare — SAC, sit de importanță comunitară — SCI) din Spania întinsă pe o suprafață de 23.555,1 ha, integral pe uscat.

## Localizare
Centrul sitului Valle del Río del Genal este situat la coordonatele 36°34′15″N 5°14′28″W / 36.5709°N 5.2411°V.

## Înființare
Situl Valle del Río del Genal a fost declarat sit de importanță comunitară în decembrie 2000 pentru a proteja 34 de specii de animale. Situl a fost protejat și ca arie specială de conservare în martie 2015.

## Biodiversitate
Situată în ecoregiunea mediteraneană, aria protejată conține 25 de habitate naturale: Formațiuni stabile xerotermofile de Buxus sempervirens pe pante stâncoase (Berberidion p.p.), Păduri termofile cu Fraxinus angustifolia, Păduri iberice de Quercus faginea și Quercus canariensis, Păduri de Olea și Ceratonia, Galerii de Salix alba și de Populus alba, Pajiști umede mediteraneene cu ierburi înalte de Molinio-Holoschoenion, Pajiști uscate europene, Pășuni mediteraneene udate de apa mării (Juncetalia maritimi), Păduri de Quercus suber, Pante stâncoase calcaroase cu vegetație casmofită, Grohotișuri termofile și vest-mediteraneene, Dehesas cu Quercus spp. perene, Pante stâncoase silicioase cu vegetație casmofită, Dune împădurite cu Pinus pinea și/sau Pinus pinaster, Matorral arborescenți cu Juniperus spp., Dune cu tufărișuri sclerofile Cisto-Lavenduletalia, Păduri de pin mediteraneene cu pini mezogeni endemici, Fânețe de joasă altitudine (Alopecurus pratensis, Sanguisorba officinalis), Păduri de Castanea sativa, Tufărișuri termo-mediteraneene și de pre-deșert, Păduri de Quercus ilex și Quercus rotundifolia, Lande oro-mediteraneene cu formațiuni endemice de grozamă, Pseudostepă cu ierburi și specii anuale de Thero-Brachypodietea, Peșteri inaccesibile publicului, Galerii și tufărișuri riverane sudice (Nerio-Tamaricetea și Securinegion tinctoriae).
La baza desemnării sitului se află mai multe specii protejate:
- păsări (19): pescăruș albastru (Alcedo atthis), fâsă-de-câmp (Anthus campestris), Apus caffer, acvilă de munte (Aquila chrysaetos), Aquila fasciata, buha (Bubo bubo), barză neagră (Ciconia nigra), șerpar (Circaetus gallicus), Falco naumanni, șoim călător (Falco peregrinus), Galerida theklae, vulturul pleșuv sur (Gyps fulvus), acvilă pitică (Hieraaetus pennatus), ciocârlie de pădure (Lullula arborea), ciocârlie de bărăgan (Melanocorypha calandra), vultur egiptean (Neophron percnopterus), Oenanthe leucura, Pyrrhocorax pyrrhocorax, silvie de tufiș (Sylvia undata)
- amfibieni (1): Discoglossus galganoi
- mamifere (6): vidră de râu (Lutra lutra), liliac cu aripi lungi (Miniopterus schreibersii), liliac comun (Myotis myotis), liliacul mediteranean cu potcoavă (Rhinolophus euryale), liliacul mare cu potcoavă (Rhinolophus ferrumequinum), liliacul mic cu potcoavă (Rhinolophus hipposideros)
- nevertebrate (4): Austropotamobius pallipes, Gomphus graslinii, Macromia splendens, Oxygastra curtisii
- pești (3): Alosa alosa, Alosa fallax, Pseudochondrostoma willkommii
- reptile (1): Mauremys leprosa

Pe lângă speciile protejate, pe teritoriul sitului au mai fost identificate 41 de specii de plante, 4 specii de amfibieni, 8 specii de mamifere, 2 specii de nevertebrate, 2 specii de pești, 3 specii de reptile.